# Liste der Kulturgüter in Cologny
Die Liste der Kulturgüter in Cologny enthält alle Objekte in der Gemeinde Cologny im Kanton Genf, die gemäss der Haager Konvention zum Schutz von Kulturgut bei bewaffneten Konflikten, dem Bundesgesetz vom 20. Juni 2014 über den Schutz der Kulturgüter bei bewaffneten Konflikten sowie der Verordnung vom 29. Oktober 2014 über den Schutz der Kulturgüter bei bewaffneten Konflikten unter Schutz stehen.
Objekte der Kategorien A und B sind vollständig in der Liste enthalten, Objekte der Kategorie C fehlen zurzeit (Stand: 13. Oktober 2021).

## Kulturgüter
| Foto |                                                                 | Objekt                                                      | Kat. | Typ | Standort                                  | Beschreibung |
| ---- | --------------------------------------------------------------- | ----------------------------------------------------------- | ---- | --- | ----------------------------------------- | ------------ |
| ja   | Datei hochladen · Wikidata zu Fondation Martin Bodmer (Q667858) | Bibliotheca Bodmeriana KGS-Nr.: 9330                        | A    | S   | Route Martin Bodmer 19–21 502923 / 118982 |              |
| ja   | Datei hochladen · Wikidata zu Villa Diodati (Q670519)           | Villa Diodati KGS-Nr.: 11743                                | A    | G   | Chemin de Ruth 9 503138 / 119530          |              |
| ja   | Datei hochladen · Wikidata zu Le Gerdil (Q29700011)             | Le Gerdil (Gemeindehaus) / Le Gerdil (mairie) KGS-Nr.: 2421 | B    | G   | Route de la Capite 24 503214 / 119326     |              |
| ja   | Datei hochladen · Wikidata zu (Q29699918)                       | Château El Masr KGS-Nr.: 2422                               | B    | G   | Route de la Capite 46 503474 / 119530     |              |
| BW   | Datei hochladen · Wikidata zu (Q29699934)                       | Domaine Calandrini KGS-Nr.: 2423                            | B    | G   | Plateau de Frontenex 3 502380 / 118113    |              |
| ja   | Datei hochladen · Wikidata zu Domäne La Villanelle (Q29699963)  | Domaine La Villanelle KGS-Nr.: 2424                         | B    | G   | Route de la Capite 39 503115 / 119261     |              |
| BW   | Datei hochladen · Wikidata zu (Q29699948)                       | Domaine du Grand-Cologny KGS-Nr.: 2425                      | B    | G   | Chemin du Guignard 1–9 502994 / 118745    |              |
| ja   | Datei hochladen · Wikidata zu Le Manoir (Q29700029)             | Le Manoir KGS-Nr.: 2426                                     | B    | G   | Place du Manoir 4 502989 / 119049         |              |
| BW   | Datei hochladen · Wikidata zu (Q29699979)                       | Domaine Mallet KGS-Nr.: 2427                                | B    | G   | Route de Vandœuvres 13–15 502808 / 118262 |              |
| ja   | Datei hochladen · Wikidata zu Eglise Saint-Paul (Q29699995)     | Kirche Saint-Paul / Église Saint-Paul KGS-Nr.: 2428         | B    | G   | Avenue de Saint-Paul 6 502517 / 117561    |              |
| BW   | Datei hochladen · Wikidata zu Pré-Picot Haus (Q29700044)        | Maison Pré-Picot KGS-Nr.: 2429                              | B    | G   | Plateau de Frontenex 11 502593 / 117828   |              |